# 离恨天
離恨天出现于各种小说诗词曲中，来源于佛教的三十三天。传说“三十三天离恨天最高”，“四百四十病相思病最苦”与其对偶，后来用于比喻男女生离，抱恨终身的境地。离恨天兜率宫常被古典文学作品设定为为太上老君所居之处，而道教中太上老君所居第三十三天名为大赤天，兜率天为佛教欲界倒数第三天。

## 相关作品
- 《西厢记》-这里是兜率院，休猜做离恨天。[4]
- 《花月痕》-费长房缩不尽相思地，女娲氏补不完离恨天。[5]
- 《萤窗清玩》-天之最高者为离恨天，是居九重之上者也。[6]
- 《大同书》-永结愁思之梦，长居离恨之天。[7]
- 《野叟曝言》-何来今日是离恨天，是清净天，才见青天。[8]
- 《張天師》-三十三天離恨天最高，四百四病相思病最苦。[9]
- 《紅樓夢》-遂得脫卻草胎木質得換人形，僅修成個女體，終日遊於離恨天外。[10]